# Roy Warhurst
Roy Warhurst (Sheffield, 18 de septiembre de 1926 - Sheffield, 7 de enero de 2014) fue un futbolista profesional inglés que jugaba en la demarcación de interior.

## Biografía
Roy Warhurst debutó como futbolista profesional en 1943 con el Huddersfield Town FC. En 1944 fichó por el Sheffield United FC para los seis años siguientes. Ya en 1950 fue traspasado al Birmingham City FC, donde jugó 213 partidos. Además ganó la Football League Second Division en 1955, siendo subcampeón un año más tarde, en 1956 de la FA Cup. Posteriormente le fichó el Manchester City FC. Tras un breve paso por el Crewe Alexandra FC y por el Oldham Athletic AFC, fichó por el Banbury United FC hasta 1964, año en el que se retiró como futbolista profesional.

## Clubes
| Club                 | País       | Año         | Partidos | Goles |
| -------------------- | ---------- | ----------- | -------- | ----- |
| Huddersfield Town FC | Inglaterra | 1943 - 1944 | ¿?       | ¿?    |
| Sheffield United FC  | Inglaterra | 1944 - 1950 | 17       | 2     |
| Birmingham City FC   | Inglaterra | 1950 - 1957 | 213      | 10    |
| Manchester City FC   | Inglaterra | 1957 - 1959 | 40       | 2     |
| Crewe Alexandra FC   | Inglaterra | 1959 - 1960 | 51       | 1     |
| Oldham Athletic AFC  | Inglaterra | 1960 - 1961 | 8        | 0     |
| Banbury United FC    | Inglaterra | 1961 - 1964 | ¿?       | ¿?    |

## Palmarés
Birmingham City FC
- Football League Second Division: 1955